# Párizsból szeretettel
A Párizsból szeretettel (eredeti cím: From Paris with Love) 2010-ben bemutatott amerikai-francia akciófilm Pierre Morel rendezésében, John Travolta és Jonathan Rhys Meyers főszereplésével. A forgatókönyvet Luc Besson írta. 
Az Egyesült Államokban 2010. február 5-én mutatták be, magyar premierje 2011. február 3-án volt.

## Cselekmény
A művelt és képzett ügynök, James Reese a CIA-nál dolgozik, mint az Egyesült Államok párizsi nagykövetének személyi asszisztense. Titkos küldetései során csupán bizonyos járművek rendszámtábláit cseréli ki ügynöktársainak, vagy poloskákat helyez el a diplomáciai találkozókon. Reese, aki idejét sakkozással tölti a lakásában vagy barátnőjével, Caroline-nal, mindig megbízhatóan dolgozik, de szeretne feljebb lépni a CIA-nál, és több akciót megtapasztalni.
Reese-t a repülőtérre hívják, hogy felvegye új társát, Charlie Waxot. A férfi egy hangos, vulgáris, gyűrűket és láncokat viselő fajankó. Reese elegánsan megoldja Wax nehézségeit a vámon azzal, hogy egy matricával diplomáciai poggyászként jelöli meg a táskáját, csakhogy nem sokkal később kiderül, Wax a sértő italos dobozokban darabokra vágva csempészte be az országba „Mrs Jones” nevű személyes lőfegyverét. Röviddel ezután Reese rájön, Wax gátlástalanul használja ezt a fegyvert. Szokatlan, szabálytalan trükkjeivel és módszereivel az agyafúrt ügynök a megfontolt Reese tökéletes ellentéte.
Ők ketten elmennek egy kínai étterembe, és egy rövid lövöldözés során Wax megöli az egész személyzetet, kivéve az egyik pincért. Ennek a pincérnek kell elvezetnie az ügynököket a háttéremberekhez. Reese mindeddig nem vette észre, hogy az állítólagos étterem valójában hatalmas mennyiségű kokain átrakóhelye volt. Wax most beavatja Reese-t a franciaországi nyomozás valódi kulisszatitkaiba. A drogüzlet csak egy terrorista sejt finanszírozására szolgál, amelyet fel kell számolni. A kínai támogatókon keresztül Wax és Reese rábukkan pakisztáni terroristákra, akik Párizs egyik külvárosi gettójában készülnek támadásra.
Egy hatalmas lövöldözés során Waxnak és Reese-nek végül sikerül megölnie a terroristák nagy részét. Reese a bűnözők lakásában fényképeket talál magáról, és rájön, az összeesküvők követik őt.
Reese és Wax fokozatosan közelebb kerülnek egymáshoz. A nyaktörő küldetésük után az estét Reese lakásában töltik Caroline-nal és egy barátnőjével, akit magával hozott. Ekkor ismét felpörögnek az események: Wax hidegvérrel és látszólag ok nélkül lövi le Caroline pakisztáni barátnőjét, miután az egy hívást kap a mobiltelefonján. Wax ezután elmondja Reese-nek, Caroline egy terrorista sejthez tartozik, és nemcsak a lakásukat hallgatta le, hanem az eljegyzési gyűrűjébe rejtett jeladót is, amit a lány adott neki. Caroline-nak sikerül elmenekülnie, miután rálő Reese-re. Reese rájön, a terroristák támadást terveznek egy közelgő diplomáciai találkozó ellen, amelyen egy magas rangú amerikai delegáció vesz részt.
Miközben Wax megpróbálja kiiktatni Caroline főnökét, aki fel akarja robbantani a küldöttség konvoját, Reese a politikusok találkozójára siet, ahol Caroline Reese biztonsági belépőjét használta fel, hogy bejuthasson és elvegyülhessen a vendégek között. Végül mindketten szemtől szemben találják magukat. Reese fegyverrel a kezében, Caroline robbanóanyaggal ellátott mellénnyel a hagyományos afrikai öltözéke alatt. Amikor úgy tűnik, a nő mégis aktiválni akarja a bombát, Reese a könyörgése ellenére fejbelövi őt. Wax elkapja a nőt, és hatástalanítja a bombát a közvetlenül a kioldó felett található dugó eltávolításával.
A film zárójelenetében Reese és Wax sakkoznak az aszfalton, melynek során Wax elárulja Reese-nek, hogy immár ő is a titkosszolgálat tagja.

## Szereplők
| Szereplő                                                                                      | Színész              | Magyar hang           |
| --------------------------------------------------------------------------------------------- | -------------------- | --------------------- |
| Charlie Wax                                                                                   | John Travolta        | Csankó Zoltán         |
| James Reese                                                                                   | Jonathan Rhys Meyers | Kolovratnik Krisztián |
| Caroline                                                                                      | Kasia Smutniak       | Szávai Viktória       |
| Bennington nagykövet                                                                          | Richard Durden       | Szokolay Ottó         |
| M. Wong                                                                                       | Bing Yin             | N/A                   |
| Nichole                                                                                       | Amber Rose Revah     | Bánfalvi Eszter       |
| Külügyminiszter                                                                               | Eric Godon           | N/A                   |
| Vámtiszt                                                                                      | Didier Constant      | Kapácsy Miklós        |
| A delegáció vezetője                                                                          | Alexandra Boyd       | Molnár Zsuzsa         |
| Német turista / Főnök a telefonban                                                            | David Gasman         | Anger Zsolt           |
| Nő az Eiffel-toronyban                                                                        | Kelly Preston        | N/A                   |
| További magyar hangok: Fehér Tibor, Gyevát Ottó, Incze Józef, Kapácsy Miklós, Szinovál Gyula. |                      |                       |

## Fogadtatás
A film vegyes értékeléseket kapott, a Rotten Tomatoes weboldalán 37%-ra értékelték. 52 millió dolláros gyártási költségét is éppen csak vissza tudta hozni. A Parade magazin szerint a film 2010 4. legnagyobb filmes bukása.